# Piemonte Volley

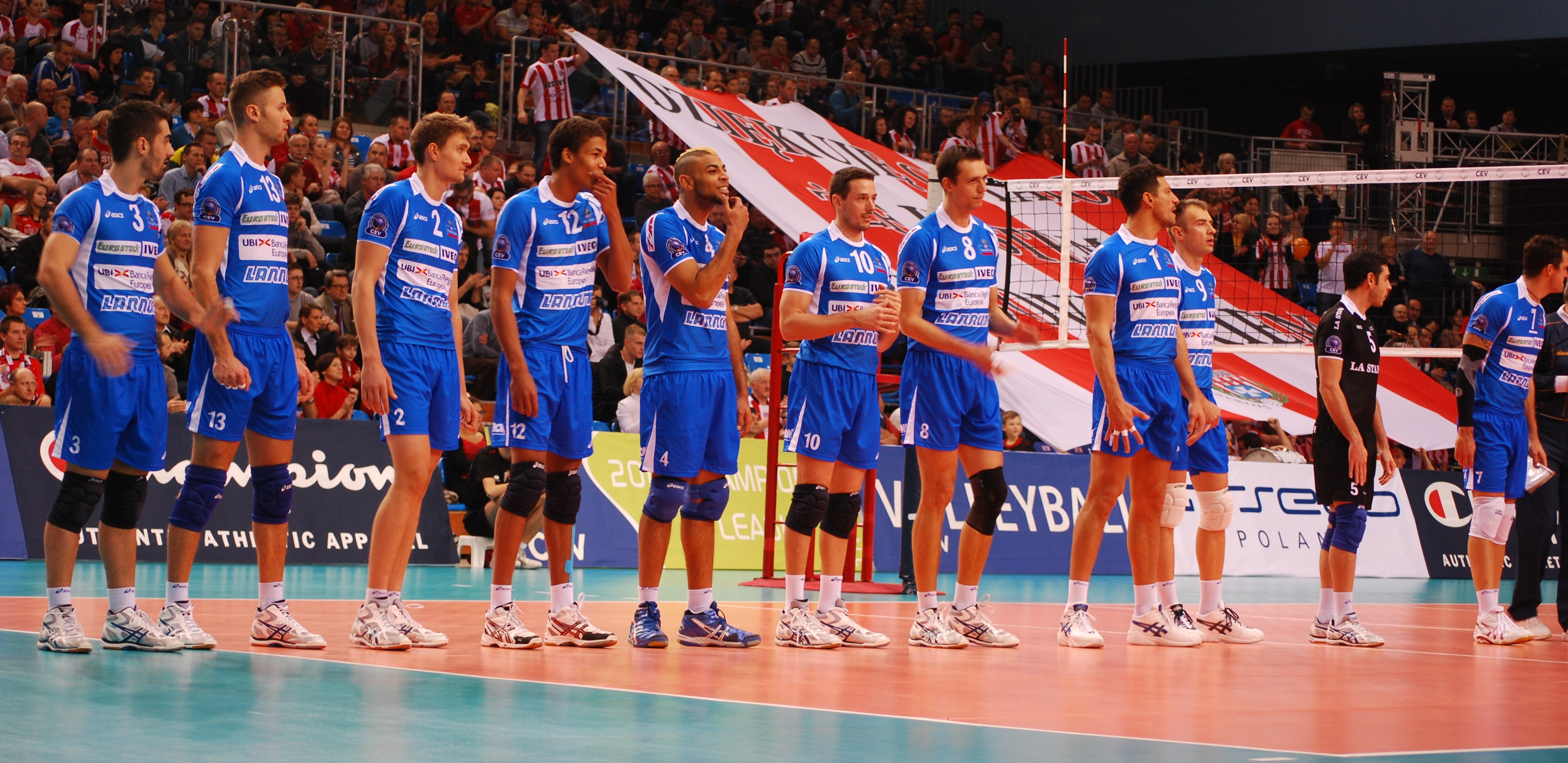
BreBanca Lannutti Cuneo.

BreBanca Lannutti Cuneo is de naam van Piemonte Volley, een Italiaanse volleybalclub die uitkomt in de Serie A1, het hoogste niveau in Italië. De club werd in 1958 opgericht onder de naam Cuneo Volley Ball Club en fuseerde in 2001 met CUS Torino Pallavolo waardoor de huidige naam Piemonte Volley werd aangenomen. 

## Selectie 2010/11
Trainer: Giuliani Alberto  ITA
| No. | Naam                | Land | Positie         |
| --- | ------------------- | ---- | --------------- |
| 1   | Luigi Mastrangelo   | ITA  | Middenaanvaller |
| 2   | Hubert Henno        | FRA  | Libero          |
| 3   | Simone Parodi       | ITA  | Passer-loper    |
| 4   | Danijel Galić       | CRO  | Passer-loper    |
| 5   | Francesco Fortunato | ITA  | Middenaanvaller |
| 6   | Samuele Montagna    | ITA  | Libero          |
| 7   | Wout Wijsmans       | BEL  | Passer-loper    |
| 8   | Bertrand Carletti   | FRA  | Spelverdeler    |
| 9   | Nikola Grbić        | SRB  | Spelverdeler    |
| 10  | Janis Peda          | LAT  | Diagonaal       |
| 11  | Vladimir Nikolov    | BUL  | Diagonaal       |
| 12  | Giuseppe Patriarca  | ITA  | Passer-loper    |
| 13  | Andrea Rossi        | ITA  | Middenaanvaller |
| 18  | Aleksandr Volkov    | RUS  | Middenaanvaller |